# Pentosano polisolfoestere
Il Pentosano polisolfoestere, che viene spesso commercializzato nella sua forma di pentosano polisolfato di sodio, è un composto formato da una mistura di diverse sostanze, polimeri del β-1,4-xilosio, in genere solfatati nella posizione 2 o 3. Il peso medio della molecola è variabile tra 4000 e 6000. Il composto trova impiego come farmaco per la cura di tromboflebiti e flebotrombosi superficiali, acute e croniche.

## Farmacodinamica
Il pentosano polisolfoestere è un composto eparinoide dotato di azione anticoagulante e capace di stimolare la fibrinolisi fisiologica.
Sembra possedere inoltre attività antitrombotica e antiaggregante piastrinica ed eritrocitaria, effetto ipolipidemico e antinfiammatorio.

## Usi clinici
Il composto è stato utilizzato nella profilassi e terapia di diverse malattie tromboemboliche, sebbene si sia dimostrato meno efficace rispetto all'eparina. Ha trovato impiego anche nella cistite interstiziale, e ne è stata sperimentata l'efficacia in diverse altre condizioni e disordini, fra cui la malattia di Creutzfeldt-Jakob. La pomata oltre che per la terapia delle ulcere varicose e delle tromboflebiti superficiali trova impiego anche negli edemi di natura post-trombotica o post-traumatica, negli ematomi secondari a contusioni e distorsioni, nel trattamento della malattia emorroidaria.

### Cistite interstiziale
Il pentosano polisolfoestere trova impiego in malattie infiammatorie della vescica in quanto sembra aumentare l'effetto di protezione delle mucine sulla mucosa della vescica stessa. 
Alcuni studi controllati versus placebo hanno portato alla conclusione che il composto è effettivamente efficace nel trattamento del dolore, dell'urgenza e della frequenza minzionale, ma che il vantaggio rispetto al placebo è piuttosto limitato.
Gli effetti benefici tendono a perdere significatività statistica entro 3-6 mesi dall'inizio del trattamento, interessando inoltre solo una minoranza di pazienti.
Curiosamente sembra esistere una piccola sottopopolazione di pazienti affetti da cistite interstiziale grave o refrattaria che può giovarsi di un trattamento a lungo termine con questa molecola.

### Cistite emorragica post radioterapia
Il pentosano polisolfoestere si è dimostrato efficace e sicuro anche nel controllo della cistite emorragica da terapia radiante, un effetto avverso secondario a trattamenti radianti quando vengono irradiati direttamente tumori della vescica, della prostata o di organi prossimi alla vescica, come ad esempio l'utero, il retto e la cervice uterina. È stata segnalata anche la sua utilità nel controllo della cistite emorragica secondaria a chemioterapia in bambini sottoposti a trapianto di cellule staminali.

### Prostatite
In soggetti affetti da prostatite cronica o sindrome dolorosa pelvica cronica il composto, assunto per via orale al dosaggio di 300 mg per tre volte al giorno, per un periodo di trattamento di 4 mesi, sembra possa comportare un miglioramento della sintomatologia algica.

### Malattia di Creutzfeldt-Jakob (CJD)
Il pentosano polisolfoestere è stato oggetto di attenzione come farmaco utilizzabile nel trattamento della malattia di Creutzfeldt-Jakob (CJD), tramite infusione nel ventricolo laterale del cervello del paziente.
Allo stato attuale delle sperimentazioni (poche e su un numero limitato di pazienti) non esiste attualmente alcuna prova definitiva di efficacia. Nel 2003 il Dipartimento della Salute del Regno Unito ha emesso un avviso con il quale ribadiva che non vi erano sufficienti informazioni per considerare il farmaco efficace ed utile in questa malattia, sottolineando come fossero necessari ulteriori studi e sperimentazioni.

## Controindicazioni
Il composto è controindicato nei soggetti con ipersensibilità nota al principio attivo, all'eparina, oppure ad uno qualsiasi degli eccipienti contenuti nella formulazione farmaceutica.
È inoltre controindicato in caso di emorragie o in pazienti affetti da emofilia ed ulcera gastroduodenale. Ne viene controindicato l'utilizzo in soggetti con precedenti accidenti cerebro-vascolari, ed in coloro che presentano un'endocardite batterica subacuta.  Sconsigliato anche l'uso concomitante di altre molecole ad azione antiaggregante (ad esempio l'acido acetilsalicilico, anche a bassi dosaggi).

## Dosi terapeutiche
Il pentosano polisolfoestere può essere assunto per via orale, parentereale o topica, oppure essere instillato a livello vescicale. Le capsule sono di norma utilizzate in caso di tromboflebiti superficiali acute. Nell'adulto la dose di attacco consigliata è pari a 100 mg (due capsule), tre volte al giorno, fino ad una adeguata risposta terapeutica. In fase acuta è possibile ricorrere alle fiale, somministrando 1 fiala al giorno (100 mg), per almeno 1 settimana, proseguendo successivamente con 100 mg (due capsule), due volte al giorno, per un periodo di trattamento di ulteriori 4 settimane. 
In caso di ematomi post-trombotici o post-traumatici è possibile ricorrere alla formulazione in pomata, applicando un leggero strato del prodotto sulla cute interessata, 3-4 volte al dì, spalmandolo leggermente fino a formare uno strato sottile. Il prodotto viene assorbito nel giro di pochi minuti.